# Viviane Batidão
Antônia Viviane Mendes de Oliveira, conhecida artisticamente como Viviane Batidão (Santa Izabel do Pará, 6 de março de 1984), é uma cantora, compositora e dançarina brasileira, reconhecida como a "Rainha do Tecnomelody". Considerada uma das principais representantes do tecnomelody e do pop amazônico, é conhecida por seus figurinos exuberantes, apresentações com forte apelo visual, coreografias marcantes e músicas que mesclam romantismo, irreverência e ritmos dançantes.

## Biografia

### Infância
Nascida no município de Santa Izabel do Pará, onde em 1991 aprendeu a cantar no coral da igreja. Elogiada devido o talento para a música, com 15 anos começou a cantar proﬁssionalmente, em bares e balneários da região.

### Carreira solo
Mesmo com forte inﬂuência da MPB, não deixou de ouvir os merengues, salsas, calypsos, cúmbias e carimbós do Pará. Com a fusão da música eletrônica e com os ritmos paraenses, nasce o tecnomelody, ritmo swingado, com grooves eletrônicos produzidos em programas de computador, nas periferias do município de Belém, colocando o DJ sempre em posição de destaque nas festas de aparelhagem.
Em janeiro de 2007, Viviane grava a sua primeira música "Vem meu Amor", com produção do DJ Júnior Vidal e DJ Betinho Izabelense (ou Betinho Batidão, criador do batidão no Pará), que foi bem solicitado nas rádios locais. Neste mesmo ano, compôs junto com, a prima, Vanda Ravelly, a música "Big som.
Em 2010 faz a abertura do DVD "Teconomelody Brasil - Ao vivo em Belém do Pará", gravado pela empresa Som Livre, em parceria com a Bis Entreterimento, apresentando os cantores reconhecidos do gênero (como banda Ravelly, Xeiro Verde, Quero Mais, Fruto Sensual, Bruno e Trio, aparelhagem Tupinambá, aparelhagem Rubi), conseguindo assim projeção à nível nacional.
Em 2010, lançou músicas com as aparelhagens, como "Galera da Golada" e “Ninguém te ama como eu", que foram incluidas junto com a canção "Vem meu amor", na coletânea "Tecnomelody Brasil - Ao vivo em Belém do Pará". Em 2012, participou do CD Divas do Pará, em homenagem ao Dia da Mulher, produzido pelo jornal Diário do Pará. Participaram também deste as cantoras paraenses: Maria Lídia, Dona Onete, Aíla Magalhães, Nilva Burjack, Andréa Pinheiro, Juliana Sinimbú, Lucinha Bastos, Leila Pinheiro, Gaby Amarantos e Joelma.
Em 2013, participou do programa “Invasão Lado B” (Tv Cultura), comandado por Robson Fonseca. Neste mesmo ano, em maio participou da Mostra Terruá Pará de Música, junto com 72 artistas selecionados, no teatro Margarida Schivasappa (Belém do Pará). Em seguida outras músicas foram lançadas, como por exemplo: “Eu te Venero”, “Moleca Doida”, “Menina Confusa”, “Ciúme de Mim”, “Ópera do Amor”, “Não Perturba”, “Grito Seu Nome”. Viviane é convidada ao Programa do Faustão (Rede Globo) para apresentar a música "Vem meu Amor", que explode na internet após ser gravada por um personagem popular, provocando mais de 190 mil exibições no YouTube.
Parcipou do programa Hoje em Dia, também do programa Mulheres. Já teve matéria na capa da Revista Ti Ti Ti. Parcipou de vários comerciais como por exemplo Ótica Diniz, Cerpa, Mônaco, dentre outros. Foi convidada pela Rádio Jornal de Recife, a participar do show de aniversário da Rádio, que teve um público de mais de 50.000 pessoas. Em junho de 2015, gravou um DVD ao vivo no portal da Amazonia (Belém do Pará), com um público estimado de 80 mil pessoas, com a participação de artistas locais, com participação dos artistas: Lia Sophia, Viviane Batidão, Edilson Santana, David Assayag, Edilson Moreno, Marcelo Val, Nelsinho Rodrigues, Alberto Moreno, Mestre Vieira e Mestre Curica.
Em 2014, a cantora é convidada para a parcipar do DVD de 15 anos da Banda Calypso, as duas também se apresentaram juntas no programa Legendários, e segundo a cantora Joelma, Viviane é uma das grandes promessas de sucesso da nova música paraense. Em março de 2019, lançou o videoclipe da música "Olha Bem Pra Mim" (versão da canção "Lost On You"), com participação do influenciador Forlan Reis, sob a direção audiovisual da produtora TV Platô (temporariamente para exibição exclusiva no serviço gshow, que em breve será lançado no youtube).

### Expansão nacional
Em 2025, Viviane intensificou sua presença em eventos de outras regiões do Brasil, participando dos Ensaios da Anitta em São Luís (MA) e do bloco Vai Safadão, comandado por Wesley Safadão, em Belém. No mesmo período, assinou contrato com a produtora musical D&E, como parte de sua estratégia de expansão de carreira e parcerias com artistas de diferentes gêneros musicais.

### Consolidação e reconhecimento
Ao longo de seus mais de 25 anos de carreira, Viviane Batidão se destacou por sua autenticidade e por manter vivas as tradições musicais do Pará, contribuindo para a difusão do tecnomelody em todo o país. Em 2024, lançou uma nova versão de “Olha Bem Pra Mim” em parceria com a cantora Solange Almeida, alcançando o Top 1 no YouTube Music do Pará em menos de uma semana.
No mesmo ano, fez participações marcantes nos shows Numanice, de Ludmilla, e na Aurea Tour, do DJ Alok, ambos realizados em Belém e com grande repercussão nas redes sociais e mídia nacional.

### Prêmios e legado
Em dezembro de 2024, Viviane Batidão venceu o Prêmio Multishow na categoria Norte, com um discurso emocionante que exaltou a cultura paraense e os artistas da região amazônica. A conquista consolidou seu papel como uma das principais vozes da música popular brasileira contemporânea e como símbolo de resistência e orgulho regional.

### Vida Pessoal
É casada desde 2002 e é mãe de Heitor, nascido em maio de 2017. Além de ser prima da também compositora e cantora da Banda Ravelly, Vanda Ravelly.

## Discografia

### Álbuns de estúdio
| Álbum                      | Detalhes                                                                                       |
| -------------------------- | ---------------------------------------------------------------------------------------------- |
| Sucessos                   | - Lançamento: 7 de janeiro de 2019 - Formatos: CD, download digital - Gravadora: Independente  |
| Marcantes                  | - Lançamento: 28 de janeiro de 2019 - Formatos: CD, download digital - Gravadora: Independente |
| Viviane Batidão (Acústico) | - Lançamento: 17 de junho de 2019 - Formatos: CD, download digital - Gravadora: Independente   |
| No Ritmo das Aparelhagens  | - Lançamento: 20 de abril de 2020 - Formatos: CD, download digital - Gravadora: Independente   |

### Álbuns ao vivo
| Álbum                         | Detalhes |
| ----------------------------- | --- |
| Ao Vivo no Portal da Amazônia | - Lançamento: 2015 - Formatos: CD, download digital - Gravadora: Independente                                 |
| Homenagem ao Brega            | - Lançamento: 11 de dezembro de 2019 - Formatos: CD, download digital - Gravadora: Independente               |
| Rock da Rainha                | - Lançamento: 17 de abril de 2022 - Formatos: download digital, streaming - Gravadora: Ibiza Belém Live Music |

### Singles
| Canção                                                | Ano  | Álbum                     |
| ----------------------------------------------------- | ---- | ------------------------- |
| "Marca de Batom" (com Rebeca Lindsay)                 | 2004 |                           |
| "Chumbo Trocado"                                      | 2019 |                           |
| "Eu To Contigo!"                                      | 2019 |                           |
| "Saudade"                                             | 2019 | No Ritmo das Aparelhagens |
| "Vai Ter que Me Assumir"                              | 2019 | No Ritmo das Aparelhagens |
| "Olha Bem pra Mim"                                    | 2019 |                           |
| "Saga do Rubí"                                        | 2019 |                           |
| "Galera do Coringa"                                   | 2019 |                           |
| "Me Jogou"                                            | 2019 | No Ritmo das Aparelhagens |
| "Coração de Gelo"                                     | 2019 | No Ritmo das Aparelhagens |
| "Amando por Dois" (com Dj Betinho Izabelense)         | 2019 | No Ritmo das Aparelhagens |
| "Eu e Você"                                           | 2019 | No Ritmo das Aparelhagens |
| "Rainha do Piri Piri" (part. Gretchen)                | 2019 |                           |
| "Eu Vou Lutar" (com Dj Meury e Dj Betinho Izabelense) | 2020 | No Ritmo das Aparelhagens |
| "Coração Embriagado"                                  | 2020 | No Ritmo das Aparelhagens |
| "Isso é Amor"                                         | 2020 | No Ritmo das Aparelhagens |
| "É Só Você"                                           | 2020 | No Ritmo das Aparelhagens |
| "Assim Eu Vou"                                        | 2020 | Sucessos                  |
| "Amor de Piranha" (part. Deusa Magalhães)             | 2020 |                           |
| "Moleca Doida" (com Dj Betinho Izabelense)            | 2020 | Marcantes                 |

| Canção                                                 | Ano  | Álbum                     | Ref.   |
| ------------------------------------------------------ | ---- | ------------------------- | ------ |
| "Endoida Karai" (Letícia Auolly part. Viviane Batidão) | 2024 | Adicionado à nenhum álbum | [ 21 ] |

### Outras aparições
| Canção                    | Ano  | Artista Principal | Álbum                 | Ref.   |
| ------------------------- | ---- | ----------------- | --------------------- | ------ |
| "Vem Meu Amor (Xa na na)" | 2015 | Banda Calypso     | 15 Anos, Vol. 2       | [ 22 ] |
| "Eu Te Amo"               | 2017 | Banda AR-15       | Pra Você se Apaixonar | [ 23 ] |
| "Vou Pisar"               | 2019 | Keila             | Malaka                | [ 24 ] |
| "Arreda"                  | 2021 | Gaby Amarantos    | Purakê                | [ 25 ] |

## Videografia
| Título                | Ano  | Outro(s) artista(s) creditado(s) | Diretor(es)                     | Ref.   |
| --------------------- | ---- | -------------------------------- | ------------------------------- | ------ |
| "Guerreiro Tuxáua"    | 2011 | —                                | Edilson Junior Dj Beto Metralha |        |
| "Rainha do Piri Piri" | 2019 | Gretchen                         | Léo Platô                       | [ 26 ] |
| "O Jogo Virou"        | 2020 | —                                | Léo Platô                       | [ 27 ] |
| "Chumbo Trocado"      | 2020 | —                                | Léo Platô                       |        |
| "Olha Bem pra Mim"    | 2020 | —                                | Léo Platô                       | [ 28 ] |
| "Grito Seu Nome"      | 2020 | —                                | Léo Platô                       |        |

## Filmografia
| Internet | Internet   | Internet   | Internet                            |
| Ano      | Título     | Personagem | Nota                                |
| -------- | ---------- | ---------- | ----------------------------------- |
| 2015     | Sampleados | Si mesma   | 5 Episódio - 1 Temporada            |
| 2019     | Sampleados | Noiva      | Episódio do Casamento - 2 Temporada |

## Prêmios e indicações
| Premiação                             | Ano  | Categoria    | Indicação       | Resultado | Ref.                 |
| ------------------------------------- | ---- | ------------ | --------------- | --------- | -------------------- |
| Prêmio Multishow de Música Brasileira | 2024 | Brasil       | Viviane Batidão | Venceu    | [ 29 ] [ 30 ] [ 31 ] |
| Prêmio Multishow de Música Brasileira | 2024 | Brega do Ano | "Outra Vez"     | Indicada  | [ 32 ]               |